# Liste des puits de mine de houille les plus profonds de France
Voici la liste des puits de mine de houille les plus profonds de France. Seuls les puits ayant au moins 1 000 mètres de profondeur sont comptabilisés.

## Liste
| Nom du puits          | profondeur   | Date de Fonçage      | Commune            | Compagnie                                                 | Illustration |
| --------------------- | ------------ | -------------------- | ------------------ | --------------------------------------------------------- | ------------ |
| Puits Vouters         | 1 327 mètres | 1958                 | Freyming-Merlebach | Houillères de Lorraine                                    |              |
| Puits Reumaux         | 1 138 mètres | 1923                 | Freyming-Merlebach | Houillères de Lorraine                                    |              |
| Puits Simon no 5      | 1 136 mètres | 1958                 | Forbach            | Houillères de Lorraine                                    |              |
| Puits Yvon Morandat   | 1 109 mètres | 1983                 | Gardanne           | Houillères du bassin centre-midi                          |              |
| Puits no 7            | 1 105 mètres | 1920 puis 1965       | Avion              | Compagnie des mines de Liévin                             |              |
| Puits no 6            | 1 076 mètres | 1909 puis approfondi | Haillicourt        | Compagnie des mines de Bruay                              |              |
| Puits Cuvelette Nord  | 1 068 mètres | 1930 puis 1990       | Freyming-Merlebach | Houillères de Lorraine                                    |              |
| Puits no 6 ter        | 1 050 mètres | 1915 puis approfondi | Haillicourt        | Compagnie des mines de Bruay                              |              |
| Puits no 6 bis        | 1 040 mètres | 1909 puis approfondi | Haillicourt        | Compagnie des mines de Bruay                              |              |
| Puits Sainte-Fontaine | 1 036 mètres | 1908 puis approfondi | Saint-Avold        | Houillères de Lorraine                                    |              |
| Puits no 1bis         | 1 033 mètres | 1910                 | Bouvigny-Boyeffles | Compagnie des mines de Gouy-Servins et Fresnicourt Réunis |              |
| Puits no 1            | 1 028 mètres | 1910                 | Bouvigny-Boyeffles | Compagnie des mines de Gouy-Servins et Fresnicourt Réunis |              |
| Puits Arthur-de-Buyer | 1 010 mètres | 1900                 | Magny-Danigon      | Houillères de Ronchamp                                    |              |

## Succession des puits ayant été les plus profonds de France
| Nom du puits          | profondeur   | Durée du record | Commune            | Compagnie                                                 |
| --------------------- | ------------ | --------------- | ------------------ | --------------------------------------------------------- |
| Puits Vouters         | 1 327 mètres | depuis 1958     | Freyming-Merlebach | Houillères de Lorraine                                    |
| Puits Reumaux         | 1 138 mètres | 1923-1958       | Freyming-Merlebach | Houillères de Lorraine                                    |
| Puits no 1bis         | 1 033 mètres | 1910-1923       | Bouvigny-Boyeffles | Compagnie des mines de Gouy-Servins et Fresnicourt Réunis |
| Puits Arthur-de-Buyer | 1 010 mètres | 1900-1910       | Magny-Danigon      | Houillères de Ronchamp                                    |
| Puits Parran          | 810 mètres   | 1880-1900       | Gagnières          | Mokta El Hadid                                            |
| Puits du Magny        | 694 mètres   | 1878-1880       | Magny-Danigon      | Houillères de Ronchamp                                    |
| Puits Hottinguer      | 623,2 mètres | 1871-1878       | Épinac             | Houillères d'Épinac                                       |

### Sources
: document utilisé comme source pour la rédaction de cet article.
- Pierre-Christian Guillard, Les chevalements des houillères Françaises, Fichous, Pierre-Christian Guillard, 1993, 268 p. (ISBN 2-9502503-6-X).